# Private (film)
Private is een Italiaanse oorlogsfilm uit 2004 onder regie van Saverio Costanzo. Hij won met deze film de Gouden Luipaard op het filmfestival van Locarno.

## Verhaal
Een Arabische familie woont in een huis dat halverwege ligt tussen Joodse nederzettingen en een Palestijns dorp. De familie is tamelijk welgesteld en goed opgeleid. De vader is directeur in een middelbare school. Hij is een liefhebber van Britse literatuur. Hij staat op het punt om te promoveren op het werk van de victoriaanse schrijfster Margaret Oliphant. Na een vuurgevecht wil het Israëlische leger het huis in beslag nemen. De familie gaat daar niet mee akkoord.

## Rolverdeling
- Mohammad Bakri: Mohammad B
- Lior Miller: Commandant Ofer
- Hend Ayoub: Mariam B
- Tomer Russo: Soldaat Eial
- Arin Omary: Samiah B